# John Vavasseur Fisher, 3. Baron Fisher

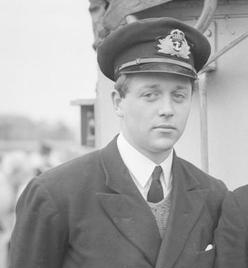
John Vavasseur Fisher

John Vavasseur Fisher, 3. Baron Fisher (* 24. Juli 1921; † 31. Oktober 2012 in Eastbourne, East Sussex, England) war ein britischer Peer und Politiker.

## Leben

### Familie und Militärdienst
Er wurde als Sohn von Cecil Vavasseur Fisher, 2. Baron Fisher (1868–1955) und dessen Ehefrau Jane Morgan († 1955), einer amerikanischen Erbin, geboren. Sein Großvater war John Fisher, 1. Baron Fisher, Admiral der Royal Navy während des Ersten Weltkrieges, der als Erster Seelord (1905–1910 und 1914–1915) die Royal Navy prägte. Er erbte nach dem Tod seines Vaters (der als Erbe des Waffenfabrikanten Josiah Vavasseur seit 1909 den Doppelnamen "Vavasseur Fisher" trug) am 11. Mai 1955 den Titel eines Baron Fisher.
Er besuchte die Stowe School, eine Privatschule, in Stowe, Buckinghamshire. Während des Zweiten Weltkrieges war er im Kriegseinsatz; er schug jedoch, trotz seines Großvaters, nicht die klassische Offizierslaufbahn ein. Im August 1941 trat er in die Royal Naval Volunteer Reserve ein. Er war zunächst als Freiwilliger bei der Küstenwache im Einsatz, wurde dann Navigator und schließlich First Lieutenant. Im Einsatz war er auf dem Motortorpedoboot MTB 687, Teil der 58. „Dog Boat“-Flotte unter dem Kommando von Ken Gemmell. Am 8./9. Juni 1944 führte er als Navigator einen Überraschungsangriff gegen deutsche Patrouillenboote; zwei feindliche Schiffe wurden versenkt. Einen weiteren erfolgreichen Angriff leitete er am 14./15. Juni 1944. Für seinen militärischen Einsatz wurde er 1944 mit dem Distinguished Service Cross (DSC) ausgezeichnet. Mit dem Rang eines First Lieutenant schied er am Ende des Zweiten Weltkrieges aus der Royal Navy aus.

### Tätigkeit als Unternehmer
Nach dem Zweiten Weltkrieg besuchte er das Trinity College der University of Cambridge, wo er 1948 mit einem Bachelor of Arts (B.A.) abschloss. Er widmete sich dann in den folgenden Jahren hauptsächlich der Verwaltung des Familienbesitzes in Kilverstone in der Grafschaft Norfolk. Er betrieb schwerpunktmäßig Gemüseanbau, insbesondere Karotten, auf den fruchtbaren Böden der Brecklands. In den 1960er-Jahren entwickelte er eine neue Geschäftsidee auf dem Gebiet der Viehzucht. Er verkaufte Lammhälften (Hoggets) im Direktvertrieb von Haustür zu Haustür. 
Im April 1973 eröffnete er den Kilverstone Wildlife Park, einen Natur- und Wildpark, der den einzigen lateinamerikanischen Zoo der Welt beherbergte. Der Zoo mit über 700 Tieren und mehr als 20 fest angestellten Mitarbeitern galt als Publikumsattraktion; zu Höchstzeiten kamen über 160.000 Besucher pro Jahr. Jedes Jahr wurden über 100 Tiere und Vögel gezüchtet und geboren. Als besondere Attraktion brachte er Chinesische Wasserrehe und Muntjaks nach Kilverstone. Der Kilverstone Wildlife Park fand auch internationale Anerkennung für sein Bemühen um die Aufzucht gefährdeter Tierarten, unter anderem von Tamarinen, Klammeraffen und Marmosetten. Außerdem wurde der Zoo bekannt für die Züchtung von Miniponys, den Falabellas. Nachdem der Zoo jahrelang Verluste geschrieben hatte, musste er den Zoo 1991 „schweren Herzens“ aus finanziellen Gründen schließen.

### Öffentliche Ämter
Er übernahm auch verschiedene Ämter im Rahmen der Kommunalen Selbstverwaltung Großbritannien, so im Gemeinderat (Borough Council) und als Bürgermeister. 1957 wurde er erstmals zum Mitglied des Thetford Borough Council. Im Mai 1962 wurde er zum Bürgermeister (Mayor) von Thetford gewählt; im Jahr darauf wurde er erneut wiedergewählt. Er war der erste Peer, der das Amt des Bürgermeisters innehatte. Von 1968 bis 1972 (nach anderen Quellen: 1982) war er Deputy Lieutenant (D.L.) von Norfolk. Er war 1970 außerdem als Friedensrichter (J.P.) in Norfolk tätig.   
Er war außerdem Mitglied des früheren Wayland Rural District Council und übte verschiedene Ämter im Bezirksverband (South Norfolk Conservative Association) der Conservative Party aus. Er war unter anderem Vorsitzender (President) und ehemaliger Schatzmeister (Treasurer) für South Norfolk. Er vertrat Großbritannien und die Stadt Thetford in mehreren internationalen Gremien, so beim Eastern Gas Board (1962–1971). Er setzte sich dafür ein, dass die Stadt Thetford Zugang zu einer günstigeren Energiequelle erhielt, von der späteren North Sea Gas. 

## Mitgliedschaft im House of Lords
Mit dem Tod seines Vaters wurde John Vavasseur Fisher 1955 Mitglied des House of Lords. Er war Mitglied der Conservative Party. Seine Antrittsrede hielt er am 11. April 1960. Im Hansard sind Wortbeiträge Lord Fishers aus den Jahren von 1960 bis 1993 dokumentiert. Im House of Lords sprach er unter anderem 1981 zur Zoo Licensing Bill. Im Juli 1993 meldete er sich im House of Lords zuletzt zu Wort. Seine Mitgliedschaft im House of Lords endete 1999 durch den House of Lords Act 1999.

## Privates
Lord Fisher war zweimal verheiratet. Er heiratete am 25. Juli 1949 in erster Ehe Elizabeth Ann Penelope Holt, die Tochter von Major Herbert Paton Holt und Aileen Elizabeth Cains. Aus der Ehe gingen vier Kinder hervor, zwei Söhne und zwei Töchter. Die Ehe wurde 1969 geschieden. 1970 heiratete er in zweiter Ehe Rosamund Ann Clifford, die Tochter von Lewis Clifford, 12. Baron Clifford.
2003 lebte er in Marklye, Rushlake Green, in Heathfield in East Sussex. Die letzten Jahre verbrachte er zurückgezogen in East Sussex. Er starb im Alter von 91 Jahren nach kurzer Krankheit im Krankenhaus in Eastbourne. 
Titelerbe als 4. Baron Fisher war sein ältester Sohn, Patrick Vavasseur Fisher (* 1953).